# Werner I. (Abt von St. Blasien)
Werner I. (auch Wernherus; † 28. September 1068 in St. Blasien) war von 1045 bis 1068 Abt im Kloster St. Blasien im Südschwarzwald.

## Leben
Kaiser Heinrich IV. bestätigt ihm 1065 den engeren Immunitätsbezirk, den späteren Zwing und Bann.